# Microsoft BASICA
Microsoft BASICA (abbreviazione di "Advanced BASIC") è un interprete BASIC scritto dalla Microsoft per il PC-DOS.  BASICA permetteva di utilizzare il BASIC residente nella ROM incluso in alcuni modelli IBM PC (il BASIC nella ROM poteva essere utilizzato quando non è stato caricato niente al boot) e aggiunge funzionalità come l'accesso ai file sul disco.

## Uso
L'ambiente di sviluppo del BASICA è molto simile a quello del Microsoft BASIC (detto anche Altair BASIC, in quanto sviluppato per Altair 8800, da un Bill Gates alle prime armi).
Un utente inserisce istruzioni ad un prompt. Se un'istruzione inizia per un numero di riga, è memorizzata come parte del programma corrente. Altrimenti viene eseguito immediatamente.
Il successore del BASICA è il GW-BASIC, che era molto simile ma non richiedeva nessun BASIC residente nella ROM e poteva funzionare sui IBM-PC compatibili.

## Esempi
```
The IBM Personal Computer Basic Version A2.00 Copyright IBM Corp. 1981, 1982, 1983
Ready.
> ''10 PRINT "Name: ";''
Ready.
> ''20 INPUT "", A$''
Ready.
> ''30 PRINT A$; ", there are"; LEN(A$); " letters in your name !"''
Ready.
> ''RUN'' 
Name: ''John''
John, there are 4 letters in your name !
Ready.
>

```